# Seismic Bluff
Das Seismic Bluff ist ein in 3470 m Höhe liegendes und steiles Kliff auf der antarktischen Ross-Insel. Es ragt auf dem südwestlichen Rand der Caldera des Mount Erebus auf.
Das Advisory Committee on Antarctic Names benannte das Kliff 2000 nach der in der Nähe errichteten seismischen Messstation.